# Michael Tumi
Michael Tumi (ur. 12 lutego 1990) – włoski lekkoatleta specjalizujący się w biegach sprinterskich.
Bez powodzenia startował w 2007 na mistrzostwach świata juniorów młodszych. W 2009 był członkiem włoskiej sztafety 4 x 100 metrów, która na juniorskim czempionacie Europy była czwarta. Podczas mistrzostw Europy dla zawodników do lat 23 w 2011 zdobył srebrny medal w biegu na 100 metrów oraz złoty w sztafecie 4 x 100 metrów. Brązowy medalista halowych mistrzostw Europy w biegu na 60 metrów (2013). W tym samym roku zdobył złoto i brąz na igrzyskach śródziemnomorskich w Mersin. Stawał na podium mistrzostw Włoch (m.in. brąz na 100 metrów podczas imprezy w 2011). 
Rekordy życiowe: bieg na 60 metrów (hala) – 6,51 (17 lutego 2013, Ankona) – były rekord Włoch; bieg na 100 metrów – 10,19 (19 maja 2013, Gavardo).

## Osiągnięcia
| Rok  | Impreza                                 | Miejsce   | Konkurencja        | Lokata      | Wynik |
| ---- | --------------------------------------- | --------- | ------------------ | ----------- | ----- |
| 2007 | Mistrzostwa świata juniorów młodszych   | Ostrawa   | bieg na 100 m      | ćwierćfinał | 11,05 |
| 2009 | Mistrzostwa Europy juniorów             | Nowy Sad  | sztafeta 4 x 100 m | 4. miejsce  | 40,00 |
| 2011 | Halowe mistrzostwa Europy               | Paryż     | bieg na 60 m       | półfinał    | 6,71  |
| 2011 | Młodzieżowe mistrzostwa Europy          | Ostrawa   | bieg na 100 m      | 2. miejsce  | 10,47 |
| 2011 | Młodzieżowe mistrzostwa Europy          | Ostrawa   | sztafeta 4 x 100 m | 1. miejsce  | 39,05 |
| 2011 | Mistrzostwa świata                      | Daegu     | sztafeta 4 x 100 m | 5. miejsce  | 38,96 |
| 2013 | Halowe mistrzostwa Europy               | Göteborg  | bieg na 60 m       | 3. miejsce  | 6,52  |
| 2013 | Superliga drużynowych mistrzostw Europy | Gateshead | bieg na 100 m      | 7. miejsce  | 10,51 |
| 2013 | Superliga drużynowych mistrzostw Europy | Gateshead | sztafeta 4 x 100 m | 5. miejsce  | 39,05 |
| 2013 | Igrzyska śródziemnomorskie              | Mersin    | bieg na 100 m      | 3. miejsce  | 10,25 |
| 2013 | Igrzyska śródziemnomorskie              | Mersin    | sztafeta 4 x 100 m | 1. miejsce  | 39,06 |
| 2013 | Mistrzostwa świata                      | Moskwa    | sztafeta 4 x 100 m | eliminacje  | 38,49 |
| 2015 | Halowe mistrzostwa Europy               | Praga     | bieg na 60 metrów  | 4. miejsce  | 6,01  |
| 2017 | Halowe mistrzostwa Europy               | Belgrad   | bieg na 60 metrów  | półfinał    | 6,72  |